# William Cullen Bryant
William Cullen Bryant, född 11 november 1794 nära Cummington, Massachusetts, död 12 juni 1878 i New York, var en amerikansk skald och tidningsman.
Bryant, som studerade juridik och någon tid vara advokat, övergick 1825 till journalistiken och blev 1826 medredaktör, från 1829 huvudredaktör och ägare av The evening post, som under Bryants ledning blev Amerikas största tidning. Genom sina artiklar här skapade Bryant en bestämd riktning inom amerikansk journalistik, kännetecknad av måttfullhet, energi och värdighet. Sin egentliga berömmelse har Bryant som poet. Från hans förstlingsverk Thanatopsis, som han skrev redan 1812, men utgav först 1817, har man velat datera den första självständiga amerikanska poesin. Han bästa dikter, som återfinns i de två första samlingarna Poems (1821-32), har han skapat finstämda naturskildringar som jämförts med William Wordsworths. Mot slutet av sitt liv översatte Bryant på blankvers Iliaden och Odysséen (1870-71).